# Carles Solà i Ferrando
Carles Solà i Ferrando (Xàtiva, la Costera, 28 de novembre de 1945) és un enginyer químic, professor universitari i polític valencià que ha format part de diverses institucions governamentals, culturals i docents en l'àmbit català i valencià, espanyol, europeu i internacional. Destaquen les seves etapes com a rector a la UAB durant vuit anys en dues candidatures consecutives i, posteriorment, com a conseller del Departament d'Universitats, Recerca i Societat de la Informació del govern de la Generalitat de Catalunya de Pasqual Maragall durant tres anys.

## Trajectòria docent

### Inicis
Carles Solà va estudiar química a la Universitat de València entre finals de la dècada de 1960 i principi de la dècada de 1970. En aquella universitat va ser professor adjunt i agregat de química tècnica i s'hi va doctorar de la mateixa matèria l'any 1971 amb una tesi dirigida per Agustín Escardino Benlloch sobre l'oxidació catalítica de l'n-butà a anhídrid maleic sobre llits fluïditzats, reconeguda com un dels primers estudis sobre la cinètica d'un procés. En aquesta etapa com a estudiant universitari va coincidir amb Antoni Llidó, de qui ell mateix es considera deixeble.

### Gestió i càtedra a la Universitat Autònoma de Barcelona
L'any 1977 va ser nomenat catedràtic de química tècnica a la Universitat Autònoma de Barcelona fins al 1983,en què aquesta disciplina va passar a anomenar-se enginyeria química i de la qual va ser precursor del departament d'aquest mateix nom. Entre els anys 1986 i 1988 va ser vicerector d'investigació de la universitat i, anys més tard, també començaria la seva tasca com a catedràtic al grau de biotecnologia, del qual va impulsar la creació el 1999 i en va ser professor fins a la seva jubilació l'any 2016, moment en què va passar a ser-ne emèrit.
En paral·lel a l'àmbit educatiu, va ser elegit rector de la Universitat Autònoma de Barcelona el 1994, gràcies als vots d'un sector dels estudiants i del PAS (personal administratiu i de serveis). Va succeir en aquest càrrec Josep Maria Vallès i Casadevall, que va perdre les eleccions tot i que disposava del suport majoritari del professorat. Aquell mateix any se li va atribuir la primera polèmica: en l'obertura del curs universitari, en què va ser convidat el llavors president de la Generalitat Jordi Pujol i Soley, va decidir unilateralment exhibir només la bandera catalana i ometre'n l'espanyola de l'acte. Va ocupar aquest càrrec durant vuit anys en dues legislatures consecutives (la segona, el 1998 per ser l'únic candidat presentat a les eleccions) fins al 2002. Durant l'últim any en el càrrec, Solà va rebre una moció de confiança del claustre universitari que significaria finalment, i rere un gir sobtat de la posició de l'ens de poder (ja que la universitat s'havia negat a aplicar-la el desembre anterior), poder dur a terme el procés d'elecció del nou rector segons la Llei Orgànica d'Universitats (LOU). Aquest fet venia precedit per un rebuig frontal dels estudiants, els quals havien interromput el claustre dies abans per a protestar contra la seva aplicació.
Durant els seus anys de mandat com a rector es va inaugurar la Plaça Cívica del campus universitari (1996) i es van aixecar, el setembre de 1999, les quatre columnes, símbol de la UAB i ubicades a l'entrada del campus universitari per l'autopista B-30. Són obra de l'escultor Andreu Alfaro.
També es va donar en aquest període l'esfondrament d'una passarel·la del campus el maig de 1999, que feia sis anys que s'havia construït i en què van resultar nou persones ferides lleus (dues de les quals van ser hospitalitzades) i dotze contusionades. Per aquest fet, Solà va obrir una investigació interna i es va dur el cas a judici —on la UAB apuntà al disseny de la pasarel·la, mentre que el bufet d'arquitectes acusat va justificar els fets al·legant a defectes en la soldadura de l'estructura.

#### Càrrega policial de 1999
El gener de 1999, essent Solà rector de la universitat, i amb motiu d'una visita del llavors president del Govern espanyol José María Aznar al Centre Nacional de Microelectrònica (situat dins el campus com després confirmà el mateix Solà), es va lliurar una batalla campal entre la Policia Nacional i uns dos-cents manifestants que protestaven contra la seva presència. Hi ha haver una càrrega policial que es va perllongar durant dues hores contra els manifestants amb el llançament de pilotes de goma, en què van resultar ferits catorze estudiants i cinc agents. Carles Solà va condemnar durament aquests fets al·legant que «les Forces i Cossos de Seguretat de l'Estat han violat l'exercici del dret democràtic d'expressió pacífica» i va denunciar els incidents succeïts. A més a més, va posar el seu càrrec a disposició del claustre, el qual dies després en una reunió extraordinària el va ratificar amb una àmplia majoria i va declarar Aznar persona non grata, així com la llavors delegada del govern a Catalunya Julia García Valdecasas i el Cos Nacional de Policia. En una anàlisi posterior dels fets, Solà va admetre haver passat por per l'extrema gravetat dels fets. Finalment, aquesta denúncia va ser arxivada pel Jutjat de Cerdanyola del Vallès.

### Investigacions i guardons
La seva recerca en el camp de l'enginyeria bioquímica i l'enginyeria de bioprocessos ha derivat entorn de 130 publicacions, 22 tesis doctorals dirigides i la direcció de diversos projectes d'investigació. Molts d'aquests estudis es basen en la caracterització d'enzims, el disseny d'estratègies per a processos de fermentació alcohòlica amb llevats immobilitzats per a produir vins i caves, l'obtenció d'èsters òpticament actius per síntesi enzimàtica, la producció d'etanol cel·lulòsic i la consecució d'anticossos monoclonals mitjançant cultius d'hibridomes en bioreactors.
També va participar en investigacions sobre cèl·lules mare en qualitat de becari, i en relació amb aquest fet, va arribar a manifestar públicament l'any 2002 la seva crítica cap al govern espanyol per les restriccions i prohibicions amb aquesta línia d'investigacions mentre promovia les investigacions militars. Ho va ratificar signant un manifest d'objecció científica conjuntament amb uns mil científics més, entre els quals hi havia Xavier Rubert de Ventós, Federico Mayor Zaragoza i Josep Egozcue.
Carles Solà va rebre un doctorat Honoris Causa en Ciències de la Universitat de Southampton (1999) i la Universitat de Valladolid va concedir-li una Medalla d'Enginyeria Química l'any 2004.

## Etapa política i conselleria al Govern de la Generalitat

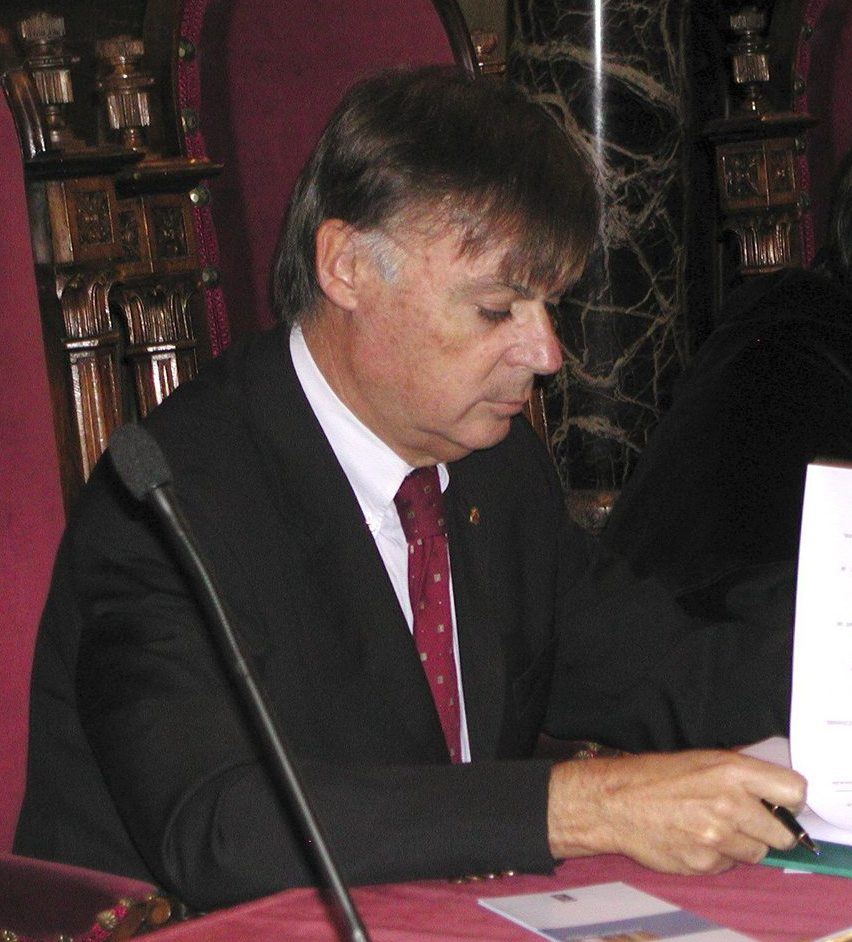
Carles Solà a l'acte d'inauguració del curs 2004 a la Universitat de Barcelona en la seva etapa com a conseller.

Independent políticament i exmilitant del desaparegut Partit Socialista del País Valencià (integrat dins la plataforma Socialistes Valencians Independents), en deixar el càrrec de rector de la UAB va ser nomenat —a proposta de Josep-Lluís Carod-Rovira des d'ERC— conseller del Departament d'Universitats, Recerca i Societat de la Informació (DURSI) de Catalunya. Va exercir aquest càrrec durant el govern tripartit de Pasqual Maragall, del 20 de desembre de 2003 al 20 d'abril de 2006, en què fou substituït per Manel Balcells en una reestructuració del govern. En aquest període va destacar el seu intent i reivindicació d'adquirir competències pròpies catalanes en matèria d'educació i investigació, així com de mantenir un model universitari multilingüe amb el català com a llengua vehicular principal i favorable als estàndards europeus. Durant aquella època va mostrar-se com a ferm partidari d'establir el Pla Bolonya, malgrat que anys després i un cop aquest ja estava en funcionament a les universitats de tot el territori, se n'acabaria desdint públicament per les condicions finals d'aplicació, a parer seu, decebedores.
A propòsit de l'econòmica i senzilla predisposició per a la concessió de crèdits, va ser remarcable la carta que Solà va enviar l'any 2005 a cadascuna de les universitats catalanes, en la qual se les instava a demanar préstecs i crèdits per a finançar-se. Hi afirmava que la Generalitat cobriria aquestes despeses, fet que va conduir a un endeutament de les institucions en la construcció de parcs científics i de recerca. No obstant, aquest compromís no es va incloure en pressupostos posteriors i un cop destituït del càrrec, els consellers que el van succeir es van negar a sufragar aquestes partides econòmiques, la qual cosa, el 2012, va derivar en un deute inassumible a curt termini dels parcs científics catalans xifrat en uns 300 milions d'euros.
Va assentar les bases del PRI (Pla de Recerca i Innovació) 2005-2008, al qual s'hi havien de destinar 124 milions d'euros i en què els tres objectius principals eren arribar a un nivell d'inversió del 2 per cent del PIB en R+D (partint de l'1,38 per cent del 2003), la implicació administrativa en la promoció de la transferència del coneixement i en la connectivitat del sistema de recerca i innovació (a través de l'afavoriment d'un vincle més estret entre universitats, empreses i esfera pública) i, en tercer lloc, la implementació de mecanismes d'avaluació i seguiment del mateix pla.
Va liderar el desenvolupament d'un nou model de telecomunicacions i de les TIC (amb un cost d'uns 850 milions d'euros) que havia de garantir l'accés en català als projectes vinculats, una cohesió en l'oferiment de serveis i continguts entre plataformes informàtica —a fi d'equilibrar la qualitat entre els serveis presencials i digitals—, i també l'arribada de la xarxa d'internet al 65 per cent de les llars i al 100 per cent de les escoles amb vista el 2008, entre altres característiques.
El març de 2004 va pactar, amb el suport de la consellera de salut Marina Geli, la creació d'un centre d'investigació sobre cèl·lules mare al Parc de Recerca Biomèdica de Barcelona, pressupostat en 3,5 milions d'euros i que va ser possible gràcies a un canvi de la legislació espanyola. Un any després, el març de 2005, acordaria el traspàs de la seu de la Federació Europea de Biotecnologia de Delft a Barcelona, així com la celebració del congrés biennal de la mateixa institució a la ciutat a partir del 2007. Sant Feliu de Guíxols, per la seva part, passaria a acollir el Congrés Anual de Biomedicina.
Posicionat favorablement a l'independentisme català i després d'haver format part de l'entorn d'Esquerra Republicana de Catalunya, el setembre de 2010 es va anunciar que Carles Solà tancaria les llistes de Solidaritat Catalana per la Independència a la circumscripció de Barcelona. En aquest acte, Solà va afirmar que «Catalunya necessita tenir una estructura d'estat».

## Altres càrrecs i afiliacions

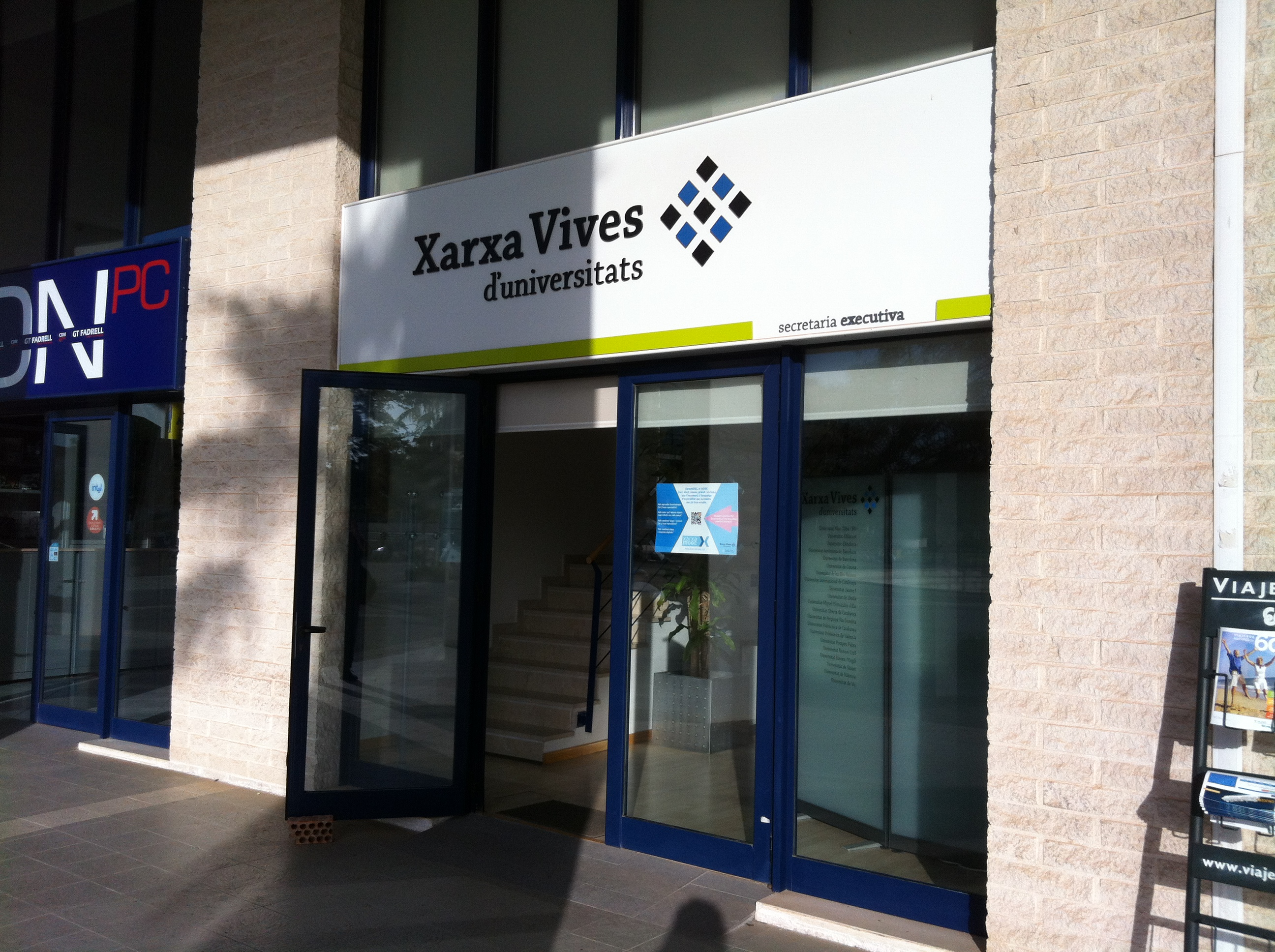
Solà fou president de la Xarxa Vives d'Universitats l'any 1998.

Altres associacions o entitats de les quals ha estat membre o afiliat són les següents:
- Membre de la secció de Ciències i Tecnologia de l'Institut d'Estudis Catalans des de 1992[1]
- President de la Conferència de Rectors de les Universitats Espanyoles (CRUE) (1996-1998)
- Membre fundador (1994, Morella) i president de la Xarxa Vives d'Universitats (1998)[40]
- President de la Institució Cívica i de Pensament Joan Fuster (1998-2004)
- Membre del Comitè Executiu de l'Associació Internacional de Presidents d'Universitat (2000-2002)
- Membre del Consell de l'Associació Universitària Europea (2001-2005)
- Membre del Comitè Executiu de la Societat Espanyola de Biotecnologia (2002-2006)
- Membre del Consell de Govern del Consorci de Serveis Universitaris de Catalunya (2003-2006)[41]
- Membre de l'Institut Americà d'Enginyers Químics
- Membre del Jurat del Premi d'Honor de les Lletres Catalanes, atorgat per Òmnium Cultural[42]
- Membre del Jurat dels premis Ràdio Associació de Catalunya[43][44]
- Membre del Consell Interdepartamental de Recerca i Innovació Tecnològica de Catalunya
- Membre de la Comissió Interministerial de Ciencia i Tecnologia d'Espanya
- Membre d'Acció Cultural del País Valencià